# Jim Lee (comictekenaar)
Jim Lee (Seoel, 11 augustus 1964) is een Koreaans-Amerikaans comictekenaar en uitgever. Hij was in 1992 een van de oprichters van Image Comics, waarbinnen hij uitgeverij Wildstorm begon. Hij werd in 2010 mede-uitgever van DC Comics.
Lee vestigde zijn naam in de comicwereld bij Marvel Comics. Daarvoor tekende hij onder meer Alpha Flight, Punisher War Journal en Uncanny X-Men. Zijn werk aan laatstgenoemde titel sloeg zodanig goed aan, dat hij in 1991 een tweede titel over de X-mannen mocht beginnen, genaamd X-Men. Daarin voerde hij ingrijpende veranderingen door in het uiterlijk van verschillende personages, zoals Cyclops, Jean Grey, Rogue, Psylocke en Storm. Daarnaast bedacht hij personages als Gambit, Bishop en Omega Red. Van het eerste deel van X-Men werden ongeveer 8 miljoen exemplaren verkocht.

## Image Comics
Lee raakte bij Marvel op den duur ontevreden over het feit dat alles wat hij bedacht automatisch eigendom werd van de uitgeverij. Daarom begon hij in 1992 samen met Todd McFarlane, Marc Silvestri, Jim Valentino, Rob Liefeld,((Whilce Portacio)) en Erik Larsen de uitgeverij Image Comics, waarbinnen de creatieve ideeën eigendom waren van de bedenker daarvan. Lee's eerste werk bij zijn eigen tak binnen de uitgeverij, Wildstorm, was de door hemzelf geschreven en getekende titel Wildcats. Tegelijkertijd schreef hij in het eerste jaar van Image de reeks Stormwatch.
Naarmate Wildstorm langer bestond, werd Lee naast tekenaar meer en meer uitgever. Zo verschenen er langzaam maar zeker steeds meer titels onder de imprint waar Lee creatief weinig tot niets (meer) zelf aan bijdroeg, zoals Gen 13, Deathblow en Strangers in Paradise. Omdat hij weer meer aan tekenen wilde toekomen, verkocht Lee Wildstorm in 1998 aan DC Comics. Hier bleef de naam nog tot 2010 bestaan als door hem geleide imprint. In februari van dat jaar werd hij mede-uitgever van DC.
- Bibsys: 11051503
- Biblioteca Nacional de España: XX997063
- Bibliothèque nationale de France: cb130932581 (data)
- Catàleg d'autoritats de noms i títols de Catalunya: 981058510102006706
- CiNii: DA18830788
- Gemeinsame Normdatei: 131830074
- International Standard Name Identifier: 0000 0001 0928 8918
- Library of Congress Control Number: n2004045768
- MusicBrainz: 205c25cf-0524-4329-9273-18974db718db
- Bibliotheek van het Japanse parlement: 01066400
- Nationale Bibliotheek van Tsjechië: xx0027857
- Nationale Bibliotheek van Israël: 987007264199805171
- Nationale Bibliotheek van Polen: a0000002376318
- Nederlandse Thesaurus van Auteursnamen: 263624552
- Réseau des bibliothèques de Suisse occidentale: 02-A011640762
- RKD-Nederlands Instituut voor Kunstgeschiedenis: 464461
- SNAC: w6st9wzz
- Système universitaire de documentation: 034597301
- Virtual International Authority File: 100304102
- WorldCat: E39PBJd87Vd3WvYDfhbRxXg7pP

1. ↑  https://www.dccomics.com/talent/jim-lee; geraadpleegd op: 15 mei 2018.